# Nationales Klimaschutzprogramm
Ein Nationales Klimaschutzprogramm ist ein von einem Land verabschiedetes klimapolitisches Programm, mit dessen Hilfe die Emission der Treibhausgase verringert und somit die globale Erwärmung langfristig verhindert werden soll.

## Nationales Klimaschutzprogramm in Deutschland
Das Nationale Klimaschutzprogramm der Bundesrepublik Deutschland vom 18. Oktober 2000 soll sicherstellen, dass das von Deutschland auf europäischer und internationaler Ebene zugesagte Ziel einer Reduzierung der Treibhausgasemissionen erreicht wird. Mit dem Beschluss der Bundesregierung vom 13. Juli 2005 wurde das Nationale Klimaschutzprogramm fortgeschrieben (Nationales Klimaschutzprogramm 2005).
1995 hatte sich Deutschland auf dem Klimagipfel in Berlin verpflichtet, den Ausstoß von Kohlendioxid (CO2) bis zum Jahr 2005 um 25 Prozent im Vergleich zu 1990 zu senken. 
Die Bundesregierung hat am 20. September 2019 Eckpunkte für ein Klimaschutzprogramm 2030 vorgelegt, um die Klimaziele zu erreichen. Den ausführlichen Arbeitsplan – das Klimaschutzprogramm 2030 – hat das Kabinett am 9. Oktober 2019 beschlossen. Die einzelnen Maßnahmen werden Schritt für Schritt mit Gesetzen und Förderprogrammen umgesetzt.

### Nationales Klimaschutzprogramm 2005
Das Ziel des Nationalen Klimaschutzprogramms 2005 ist es, die Treibhausgasemissionen in Deutschland um 21 % im Zeitraum 2008–2012, bezogen auf 1990, zu reduzieren. Bis zum Jahr 2003 konnte Deutschland seine Treibhausgasemissionen bereits um 18,5 % gemessen an den Emissionen von 1990 reduzieren. Im Rahmen des aktuellen Klimaschutzprogramms wird der Handlungsbedarf für die Sektoren, die nicht vom Emissionshandel betroffen sind, wie private Haushalte, Verkehr und Gewerbe, Handel und Dienstleistungen, definiert, und es werden klare Zielvorgaben festgelegt. Entsprechend den Ergebnissen der Evaluierung des Klimaschutzprogramms von 2000 wurde ein Maßnahmenkatalog mit den Schwerpunkten Verkehr und private Haushalte beschlossen. Die sogenannten Zielwerte für die Kohlendioxidemissionen für den Zeitraum 2008–2012 liegen für den 
- Sektor Haushalte bei 120 Mio. t CO2/Jahr (- 2 Mio. t gegenüber 2003, - 9 Mio. t gegenüber 1990) und für den
- Sektor Verkehr bei 171 Mio. t CO2/Jahr (+ 4 Mio. to gegenüber 2003, + 13 Mio. t gegenüber 1990).

Der Maßnahmenkatalog umfasst für den Sektor Haushalte u. a.
- Öffentlichkeitsarbeit, Beratung, Innovation (zum Beispiel Öffentlichkeitskampagnen, Weiterbildung)
- Fördermaßnahmen (zum Beispiel Gebäudeisolierung, nachwachsende Rohstoffe)
- Ordnungsrechtliche Maßnahmen (zum Beispiel Energieausweis)

Der Maßnahmenkatalog umfasst für den Sektor Verkehr u. a.
- Anreizmechanismen zur Verminderung der Transportintensität/Steigerung der Energieeffizienz (zum Beispiel steuerliche Förderung verbrauchsarmer PKW)
- Technische Verbesserungen an Fahrzeugen und Kraftstoffen
- Information der Öffentlichkeit über ressourcenschonendes Verkehrsverhalten

## Nationales Klimaschutzprogramm in Österreich
klima:aktiv ist die Initiative des österreichischen Lebensministeriums für aktiven Klimaschutz. Ziele dieses Programms sind u. a.
- die Steigerung der Energieeffizienz beim Heizen, beim Produzieren, beim Fahren und Transportieren
- die Förderung erneuerbarer Energien

Hierzu nutzt das Programm die in der österreichischen Klimastrategie vorgesehenen zentralen Instrumente (Förderungen, Ordnungsrecht, fiskalische Maßnahmen usw.). Durch zielgruppenspezifische Informations- und Marketingarbeit sollen gezielt Impulse gegeben und damit vielen klimaschonenden Produkten rascher und kosteneffizienter zu höheren Marktanteilen verholfen werden.